# Lanslebourg-Mont-Cenis
Lanslebourg-Mont-Cenis (Savoyaards: Lens-le-Bôrg) is een plaats en voormalige gemeente in het Franse departement Savoie in de regio Auvergne-Rhône-Alpes. De plaats maakt deel uit van het arrondissement Saint-Jean-de-Maurienne en sinds 1 januari 2017 van de commune nouvelle Val-Cenis.
In de winter verwelkomt dit dorpje, samen met tegenhanger Lanslevillard duizenden skiërs. 's Winters ligt er immers sneeuw op de hoge Col du Mont Cenis. Dit is volgens sommige onderzoekers de bergpas waar Hannibal tijdens de Tweede Punische Oorlog met zijn olifanten overtrok.
Het Val Cenis zelf, dat gevormd werd door de rivier de Arc, loopt dood in Bonneval-sur-Arc. Aan de andere kant van het dal, stroomafwaarts rijdt men richting Modane en Saint-Michel-de-Maurienne.

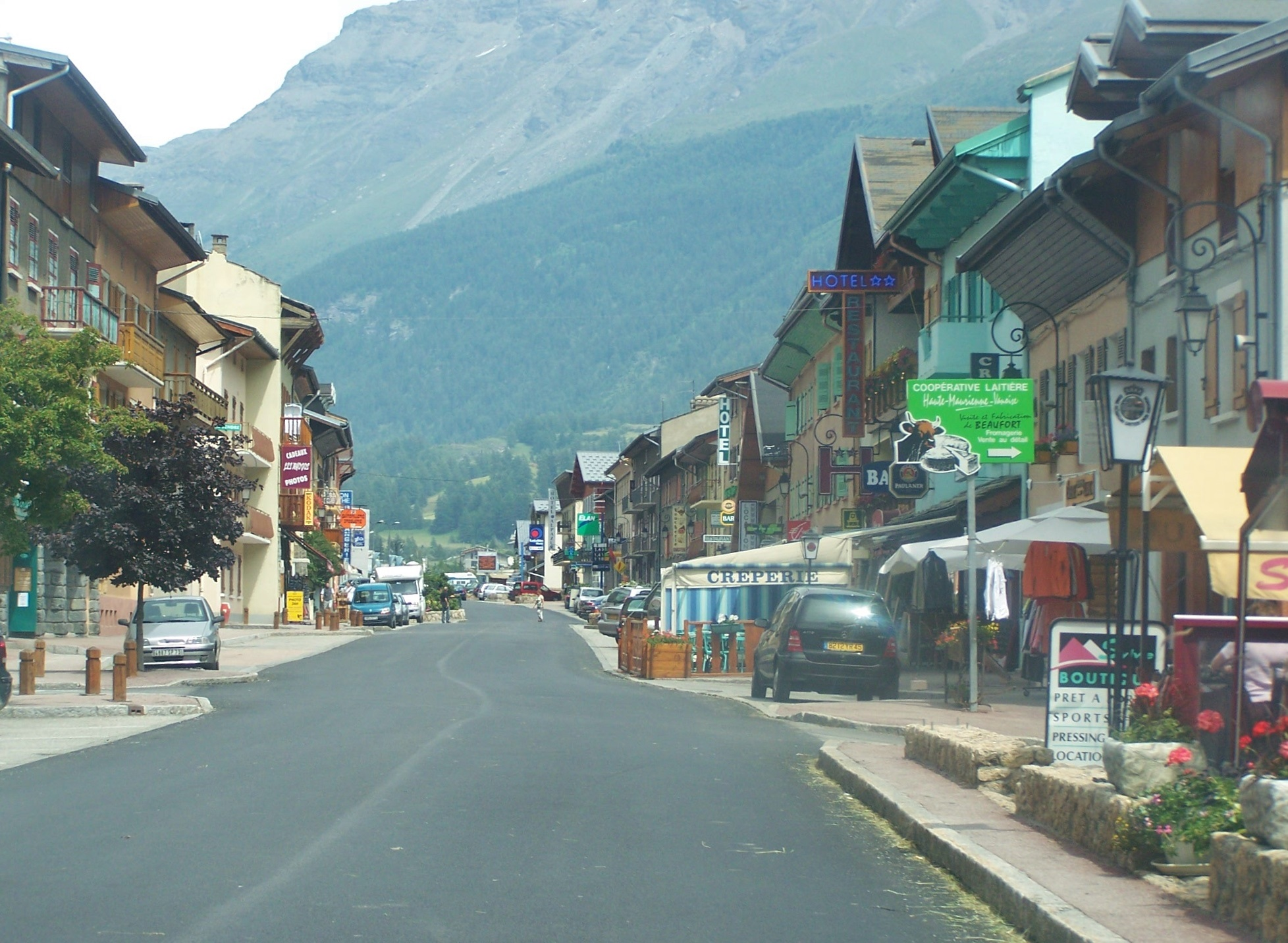
Lanslebourg-Mont-Cenis
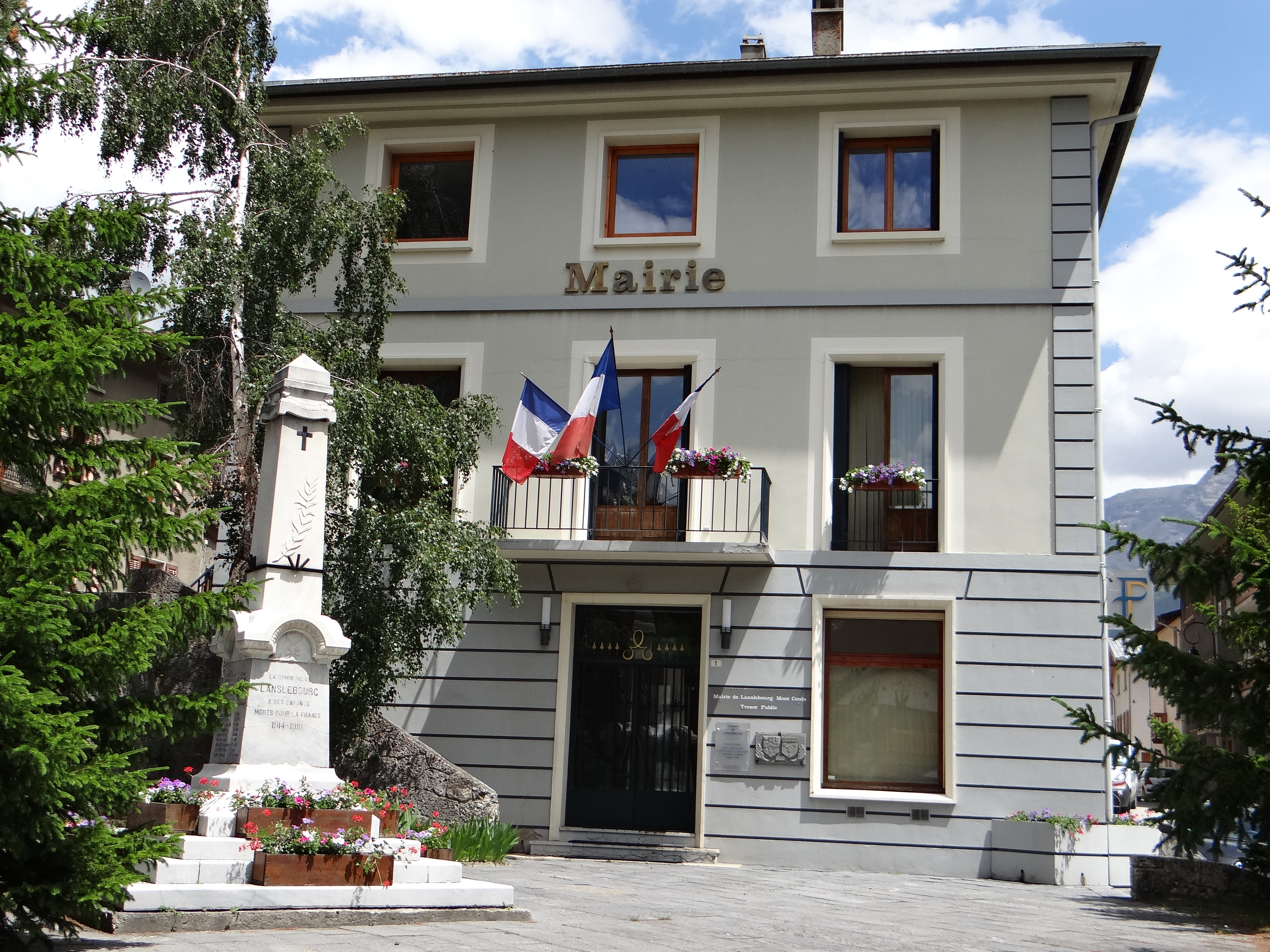
Gemeentehuis
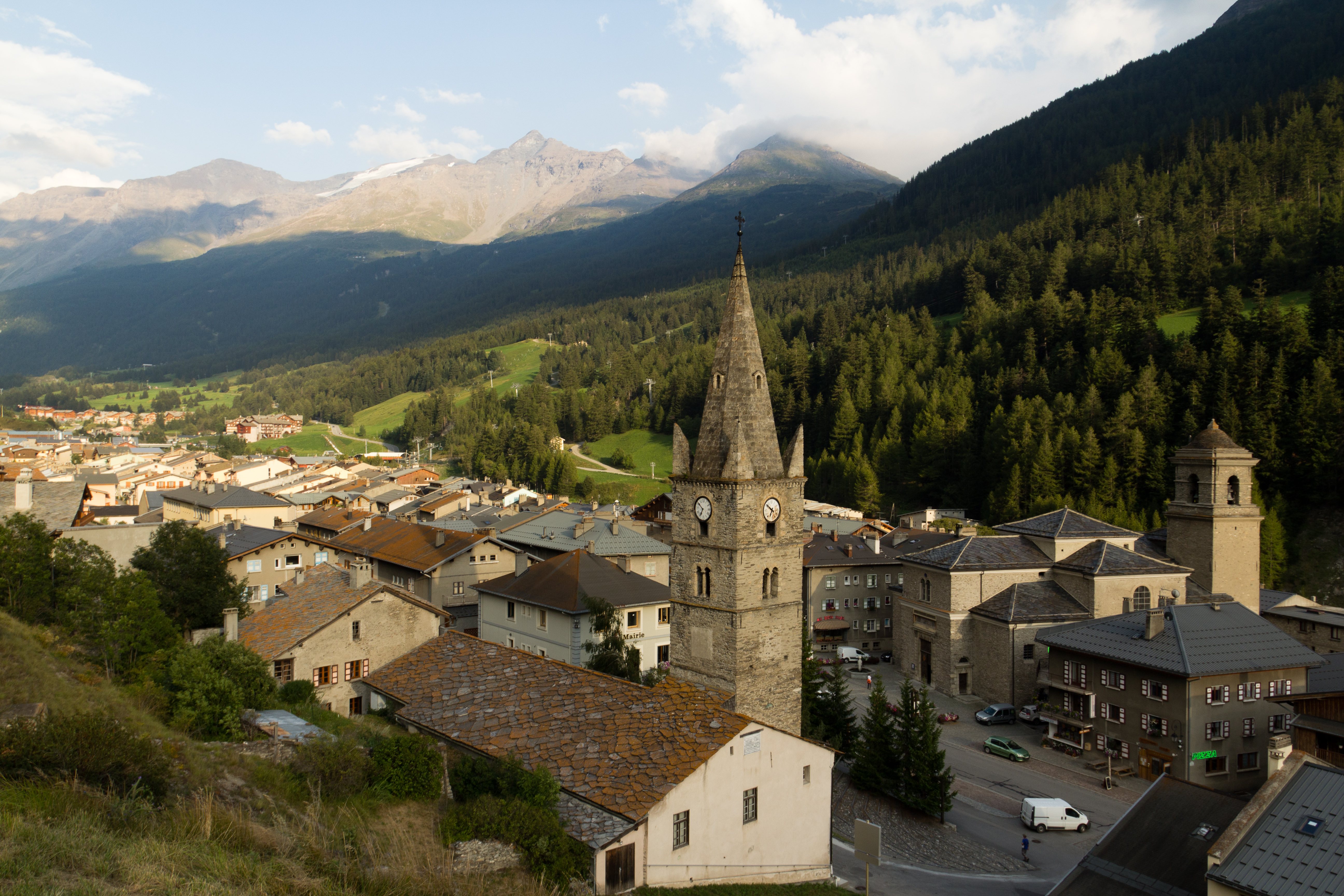
Lanslebourg-Mont-Cenis

## Geografie
De oppervlakte van Lanslebourg-Mont-Cenis bedraagt 92,4 km², de bevolkingsdichtheid is 6,5 inwoners per km².
De onderstaande kaart toont de ligging van Lanslebourg-Mont-Cenis met de belangrijkste infrastructuur en aangrenzende gemeenten.

## Demografie
Onderstaande figuur toont het verloop van het inwonertal.